# BMW 003
class="infobox " style="float: right; clear: right; width: 315px; border-spacing: 2px; text-align: left; font-size: 90%;"
! BMW 003
|-
|-
|  
|-
|BMW 003 в Luftwaffenmuseum der Bundeswehr.
|-
! Тип
| Турбореактивний двигун
|-
! Походження 
|  Німеччина
|-
! Виробник
| BMW
|-
! Розробник
| BMW
|-
! Перший запуск
| Серпень 1940 року
|-
! Галузі використання
| Heinkel He 162
 Arado Ar 234 Blitz
|-

! Кількість
| 3500
|-

BMW 003 (повне позначення RLM BMW 109-003) — це ранній осьовий турбореактивний двигун, вироблений BMW AG у Німеччині під час Другої світової війни. BMW 003 і Junkers Jumo 004 були єдиними німецькими турбореактивними двигунами, які вийшли на виробництво під час Другої світової війни.
Робота над дизайном BMW 003 була розпочата раніше, ніж над Jumo 004, але багато проблем під час розробки дуже сильно затримували його надходження до Люфтваффе, BMW 003 надійшов у виробництво набагато пізніше, а проекти літаків, які були розроблені з урахуванням цього, були переоснащені двигунами Jumo. Найвідомішим прикладом цього був Messerschmitt Me 262, який використовував 003 у двох прототипах V-серії та у двох експериментальних літаках A-1b. Єдиними серійними літаками, на яких використовувався BMW 003, були Heinkel He 162 і пізніші чотиримоторні версії Arado Ar 234 серії C.
Близько 3500 двигунів BMW 003 було виготовлено, але дуже мало з них використовувалися на літаках. Двигун також став основою для розробки турбореактивного двигуна в Японії під час війни та в Радянському Союзі після війни. BMW 003 використовувався як база для  BMW 018, але до кінця війни було побудовано лише три прототипи даного двигуна. Ця версія була використана як основа для успішного післявоєнного французького Snecma Atar.

## Дизайн і розробка
Практичність реактивного руху була продемонстрована в Німеччині на початку 1937 року Гансом фон Охайном, який працював з компанією Heinkel. Визнаючи потенціал винаходу, Міністерство авіації Рейху (нім. Reichsluftfahrtministerium, скорочено RLM) спонукали німецьких виробників авіаційних двигунів розпочати власні програми розробки реактивних двигунів, пропонуючи контракти Junkers і BMW на двигун потужністю 1 520 фунт (690 кг) тяги.
Розробка BMW 003 почалася як проект Brandenburgische Motorenwerke (Бранденбурзький моторний завод, відомий як «Брамо») під керівництвом Германа Остріха, якому присвоєно позначення RLM 109-003 (з використанням префікса RLM «109-», спільного для всіх проектів реактивних і ракетних двигунів). Bramo також розробляв інший турбореактивний двигун, 109-002. У 1939 році BMW викупив Bramo, і в результаті придбання отримав обидва проекти двигунів. 109-002 мав дуже складну конструкцію компресора з протилежним обертанням, призначену для усунення крутного моменту, але від нього відмовилися на користь простішого двигуна, який, зрештою, мав достатньо проблем у розробці.
Будівництво почалося наприкінці того ж року, і двигун вперше запрацював у серпні 1940 року, але виробляв лише 330 фунт (150 кг) тяги, це лише половина бажаного. Перші льотні випробування відбулися в середині 1941 року під корпусом випробувального літака Messerschmitt Bf 110. Однак проблеми, настільки затримували програму, що планер прототипу Me 262 V1 (перший літак, який мав використовувати двигун) був готовий до льотних випробувань, для нього не було доступних силових установок, і він фактично почав льотні випробування з додатковим, звичайним поршневим двигуном Junkers Jumo 210 в носі. Лише в листопаді 1941 року Me 262 V1 почали використовувати двигуни BMW, обидва вийшли з ладу під час випробувань. Прототип літака повинен був повернутися на аеродром на потужності поршневого двигуна, який ще був встановлений.
Для Me 262 від загального використання силової установки BMW відмовилися, за винятком двох експериментальних зразків літака, відомих як Me 262 A-1b. Кілька тестових зразків Messerschmitt Me 262 A-1b використовували більш пізню версію реактивного двигуна 003, зафіксувавши офіційну максимальну швидкість 500 миля/год (800 км/год). У серійній версії Me 262A-1a використовувався конкуруючий Jumo 004, більша вага якого вимагала стрілоподібності крил, щоб перемістити центр ваги в правильне положення. Робота над 003 все одно тривала, і до кінця 1942 року його зробили набагато потужнішим і надійнішим. Удосконалений двигун пройшов льотні випробування на літаку Junkers Ju 88 у жовтні 1943 року і, нарешті, був готовий до масового виробництва в серпні 1944 року. Готові двигуни заслужили репутацію ненадійних; час між капітальними ремонтами (технічно, не TBO ) становив близько 50 годин. (Конкуруючі Jumo 004 мали від тридцяти до п’ятдесяти, і, можливо, мали навіть десять. )  Протягом 1944 року надійність 003 підвищилася, що зробило його придатною силовою установкою для конструкцій авіаційної рами, яка конкурувала за контракт з Jägernotprogramm на виробництво легких винищувачів. який виграв дизайн Heinkel He 162 Spatz.
Серед розробок двигуна був 003C, який підняв тягу до 900 кг (2 000 фунт) — у тому ж класі тяги, що й конкурент Jumo 004B, але приблизно на 136 кг/300 фунтів менший за вагою; і 003D, що підняло його майже до 1 100 кг (2 400 фунт), який додав один додатковий ступінь компресора крім семи попередніх конструкцій і додатковий ступінь турбіни  з тягово-ваговим відношенням 16,58 Н/кг для 003D при лише 1 431 фунт (649 кг), що приблизно на 30% більше, ніж 1,288 фунтс/фунт (12,63 Н/кг)   для 950-кілограмів (2 090 фунт) Heinkel HeS 011 A.
Лише два літаки німецького виробництва використовували 003. Першим був Heinkel He 162 A Spatz (оскільки конкурс дизайну легких винищувачів Volksjäger передбачав його використання) , при цьому Spatz використовував версію 003E, розроблену з підфюзеляжними точками кріплення, щоб дозволити встановити його на фюзеляжі літака. Іншим був чотиримоторний варіант розвідника-бомбардувальника Arado Ar 234 C, який був розроблений для використання того, цього двигуна як "більш доступного" , незважаючи на його первинне призначення для He 162A.
BMW 003 виявився дешевшим по матеріалам, ніж власний 801 радіальний, 12,000 ℛℳ до 40,000 ℛℳ і дешевше, ніж двигун Junkers Jumo 213 з перевернутим поршнем V12 за 35,000 ℛℳ, але трохи дорожче, ніж конкуруючий Junkers Jumo 004 10,000 ℛℳ. Крім того, 004 потребувало лише 375 годин для побудови (включаючи виготовлення, складання та доставку), у порівнянні з 1400 для 801. У Кольбермурі, місці розташування двигунобудівного заводу Heinkel - Hirth, місія Феддена під керівництвом сера Роя Феддена виявила, що виробництво реактивних двигунів є простішим і вимагає меншої кваліфікації робочої сили та менш складного інструменту, ніж виробництво поршневих двигунів; фактично більшість виготовлення порожнистих турбінних лопатей і роботи з листовим металом на реактивних двигунах можна виконати за допомогою інструментів, які використовуються для виготовлення панелей кузова автомобіля. Термін служби камер згоряння оцінювався в 200 годин.

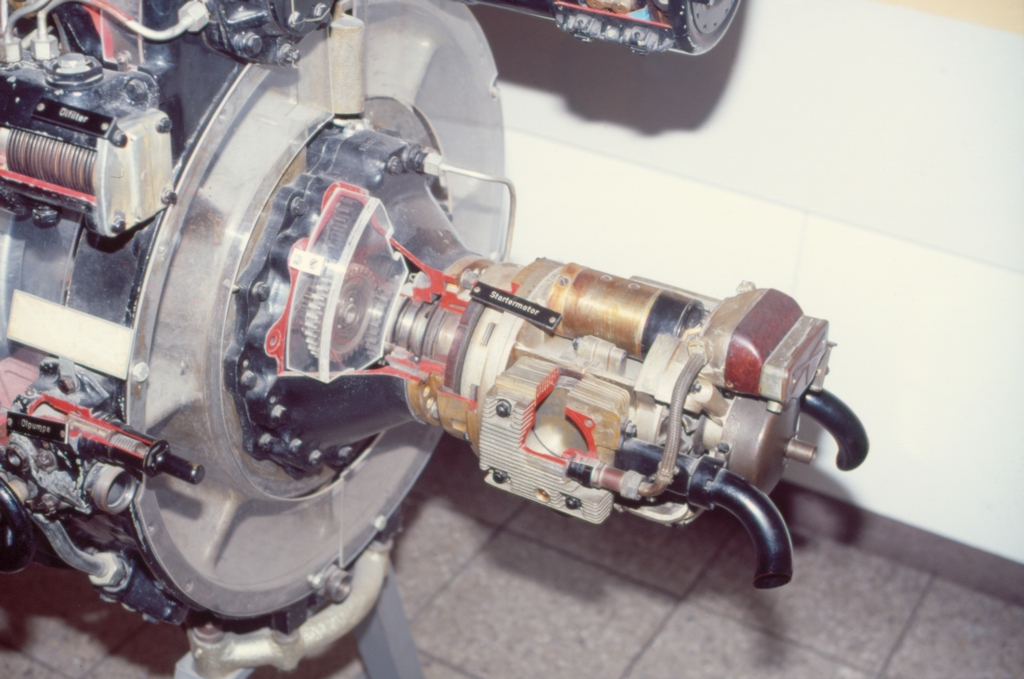
Збережений BMW 003 з встановленою механічною APU Riedel flat-twin

BMW 003 використовував майже той самий метод запуску, що й його дещо потужніший конкурент Jumo 004: один із двотактних  двигунів Норберта Ріделя потужністю 10 к.с., встановлених у впускному отворі двигуна як механічна ДСУ, щоб запустити центральний двигун 003 вал обертається для роботи.

### Оновлення «змішаної потужності».
На одну з останніх версій двигуна встановлювали невеликий ракетний двигун ( BMW 109-718 ) ззаду і зазвичай трохи вище вихлопу двигуна, що додало приблизно 1 250 кг (2 760 фунт) тяги кожен протягом трьох-п’яти хвилин для відриву від землі та коротких ривків. У цій конфігурації він був відомий як BMW 003R і був випробуваний, хоча і з деякими серйозними проблемами з надійністю, на окремих прототипах для модернізованих моделей Me 262 (Me 262C-2b Heimatschützer), і He 162 (He 162E). Обидва прототипи здійснили політ на гібридній реактивно-ракетній потужності протягом березня 1945 року , хоча в записах не зазначено результати випробувань з 162E.
Було виготовлено лише близько 500 екземплярів BMW 003 , але післявоєнна місія Феддена оцінила, що загальне виробництво реактивних двигунів у Німеччині до середини 1946 року могло досягти 100 000 одиниць на рік або навіть більше.
003 призначався для експорту в Японію, але робочі зразки двигуна так і не були поставлені. Натомість японські інженери використали креслення та фотографії двигуна для розробки свого турбореактивного двигуна Ishikawajima Ne-20.

### Турбовальна розробка
003 було обрано як основу для проекту розробки газової турбіни для очікуваної потреби німецьких військових у тому, що сьогодні називається турбовальною силовою установкою для різноманітних потреб — цей проект отримав назву GT 101, використовуючи осьовий турбореактивний двигун 003 як вихідну точку. в середині листопада 1944 р. Його первісна мета полягала в тому, щоб переробити двигун танка Panther з турбовальною силовою системою, здатною розвивати до 1150 к.с. корисної потужності на валу, на трансмісію БТР з вагою двигуна лише 990 фунт (450 кг), що дає йому 27 к.с./тонну — трохи більше ніж у два рази більше, ніж оригінальний поршневий двигун Maybach V12, що працює на бензині.

### Післявоєнне використання
Після війни два захоплених 003 використовували прототип першого радянського реактивного літака МіГ-9. Креслення двигунів BMW були захоплені радянськими військами як на заводі в Басдорфі-Цюльсдорфі поблизу Берліна, так і на сумнозвісному заводі рабської праці Mittelwerk поблизу Нордхаузена. Виробництво 003 було налагоджено на «Червоному Жовтні» ГАЗ 466 ( Горьківський автомобільний завод, або Горьківський автомобільний завод ) у Ленінграді та в Кузнєцові на КМПО, де двигун випускався серійно з 1947 року під позначенням РД-20 ( реактивний двигун, або «реактивний привід»).
Після окупації Німеччини союзниками Марсель Дассо допоміг Герману Остріху переїхати з американської зони окупованої Німеччини у французьку зону. За кілька років він працював у Voisin, підрозділі SNECMA, французької державної компанії з виробництва авіаційних двигунів. Використовуючи базову конструкцію 003, він виготовив більший реактивний двигун Atar, який оснащував винищувачі Dassault Ouragan, Dassault Mirage III і Mystère.

## Варіанти
Дані: Авіаційні двигуни світу 1946 року  та аналіз конструкції турбореактивного літака BMW 003 майора Рудольфа С. Шульте, керівника проекту, розробки турбореактивних двигунів і газових турбін, штаб-квартира ВПС США 
BMW 003A-1 (TL 109-003)
Прототип, 0,01 кН (1,320 фунтс) / 8000 об / хв / рівень моря, вага 609 кг (1,342 фунт).
BMW 003A-2 (TL 109-003)
Початковий варіант виробництва, 0,01 кН (1,760 фунтс) / 9500 об/хв / рівень моря.
BMW 003C (TL 109-003)
Покращена конструкція, зменшена вага А-2, 0,01 кН (1,980 фунтс), дорівнює Jumo 004B) / 9500 об/хв / рівень моря
BMW 003D (TL 109-003)
Покращений дизайн C, 0,01 кН (2,420 фунтс) / 10 000 об / хв / рівень моря, вага 649 кг (1430 фунт) [301 кг/664 фунтів легше, ніж HeS 011], до кожного додаткового ступеня компресора та турбіни додано для більшої тяги, лише подовжуючи двигун на303 мм (11+15⁄16 дюйм)  загалом порівняно з A-2.
BMW 003E
З брюшними точками кріплення для використання на фюзеляжі на Heinkel He 162 і Henschel Hs 132.
BMW 003R (TLR 109-003)
Турбореактивний двигун підтипу A-2 з ракетою на рідкому паливі BMW 109-718 (номер силової установки RLM 109-718), постійно закріпленою над випускним соплом реактивного двигуна, що працює на гіперголічній комбінації R-stoff (він же Tonka або TONKA-250, 50% триетиламіну та 50% ксилідину ) для палива та SV-Stoff (він же RFNA пропеленти: 94% HNO 3, 6% N 2 O 4 ) окислювач під кодовою назвою Salbei (шавлія). R створив комбіновану тягу 0,02 кН (4,510 фунтс) протягом 3 хвилин.

## Додатки
- Прототипи Arado Ar 234 V6, V8 і Ar 234C (використано чотири двигуни)
- BMW Flugelrad[23][24]
- Heinkel He 162 (однореактивний двигун)
- Junkers Ju 287 (два двигуни використовуються для Ju 287 V2, шість двигунів використовуються для V3 і Ju 287A-1)
- Messerschmitt Me 262 (тільки тестова версія A-1b і експериментальний двомоторний перехоплювач Heimatschützer II BMW 003R – усі двомоторні)

## Технічні характеристики (BMW 003A-2)
Шаблон:Jetspecs

### General characteristics
- Type: axial flow turbojet
- Length: 360 cm (143 in)
- Diameter: 69 cm (27.2 in)
- Dry weight: 623.7 kg (1,375 lb)

### Components
- Compressor: 7-stage axial
- Combustors: 1 annular
- Turbine: single-stage axial
- Fuel type: J-2 diesel fuel or gasoline
- Oil system: Pressure feed at 586 kPa (85 psi), dry sump with 4 scavenge pumps with annular tank and cooler, using oil grade 163 S.U. secs (35 cSt) (D.T.D 44D) at 38 °C (100 °F)

### Performance
- Maximum thrust: 7.8 kN (1,760 lbf) at 9,500 rpm at sea level for takeoff
- Overall pressure ratio: 3.1:1
- Air mass flow: 19.3 kg (42.5 lb)/s at 9,500 rpm
- Turbine inlet temperature: 770 °C (1,418 °F)
- Specific fuel consumption: 40 g/(kN⋅s) (1.4 lb/(lbf⋅h))
- Thrust-to-weight ratio: 1.13
- Normal, static:  6.89 kN (1,550 lbf) / 9,000 rpm / sea level
- Military flight: 6.23 kN (1,400 lbf) / 9.500 rpm / 2,500 m (8,202 ft) / 900 km/h (559 mph; 486 kn)
- Normal, flight: 2.85 kN (640 lbf) / 11,500 rpm / 11,000 m (36,089 ft) / 900 km/h (559 mph; 486 kn)